# Robin Russell, XIV duca di Bedford
Robin Russell, XIV duca di Bedford (Londra, 21 gennaio 1940 – Londra, 13 giugno 2003), è stato un nobile inglese.
Divenne noto per essere apparso nelle tre serie del reality televisivo Country House, prodotto dalla Tiger Aspect Productions per la BBC Two.

## Biografia
Nato all'Hotel Ritz di Londra, Robin era figlio di Ian Russell, XIII duca di Bedford. Il giovane venne educato presso la Western Province Preparatory School e poi al Diocesan College in Sudafrica dove suo padre si era recato dal 1948 per amministrare una tenuta agricola nell'area del Paarl. Proseguì la propria educazione all'Istituto Le Rosey in Svizzera e quindi all'Università di Harvard, nel Massachusetts, negli Stati Uniti. All'inizio degli anni '70, collaborando con la Zoete & Bevan, iniziò ad occuparsi più da vicino della gestione di Woburn Estate per conto di suo padre, dopo che questi si era ritirato a Monaco in esilio fiscale volontario. Il figlio del duca continuò a modernizzare la proprietà, creandovi campi da golf attrezzati noti oggi col nome di Woburn Golf and Country Club.
Il 21 febbraio 1988 venne colpito da un pesante infarto quando aveva solo 48 anni, al quale non si pensava sopravvivesse. Questo fatto lo convinse a mantenere una vita più tranquilla. Con sua moglie, Henrietta Joan Tiarks, apparve nella serie della BBC Country House, descrivendo la sua vita quotidiana a Woburn Abbey, l'antica residenza dei duchi di Bedfords nel Bedfordshire, in Inghilterra. Il 25 ottobre 2002, alla morte di suo padre, gli succedette col titolo di duca ma morì nel giugno del 2003 a causa di un altro infarto che questa volta gli fu letale, malgrado il suo pronto ricovero alla Tavistock Intensive Care Unit del National Hospital for Neurology and Neurosurgery di cui era uno dei principali finanziatori. Venne succeduto quindi da suo figlio Andrew.

## Matrimonio e figli
Il 20 giugno 1961 sposò nella St Clement Danes a Londra, Henrietta Joan Tiarks (n. Londra, 5 marzo 1940), figlia di Henry Frederick Tiarks III, banchiere con gli Schroders, il quale era stato sposato in prime nozze con lady Millicent Olivia Mary Taylour, figlia di Geoffrey Taylour, IV marchese di Headfort e che si era in seguito risposato dopo la separazione della prima moglie, il 3 ottobre del 1936, con Ina Florence Marshman Bell, attrice nota col nome d'arte di Joan Barry, la quale aveva già sposato in prime nozze Henry Hampson.
Henrietta, è inoltre nipote di Frank Cyril Tiarks e parente di Mark Phillips.
Il XIV duca ha avuto i seguenti eredi dal suo matrimonio: 
- Andrew Ian Henry Russell, XV duca di Bedford (n. 30 marzo 1962)
- Lord Robin Loel Hastings Russell (n. 12 agosto 1963)
- Lord James Edward Herbrand Russell (n. 11 febbraio 1975)

## Ascendenza
|                                          |   |                               | Genitori                |  |  | Nonni |  |  | Bisnonni                             |  |  | Trisnonni                           |  |
|                                          |   |                               |                         |  |  |       |  |  | Herbrand Russell, XI duca di Bedford |  |  | Francis Russell, IX duca di Bedford |  |
|                                          |   |                               |                         |  |  |       |  |  | Herbrand Russell, XI duca di Bedford |  |  | Francis Russell, IX duca di Bedford |  |
|                                          |   | lady Elizabeth Sackville-West |                         |  |  |       |  |  | Herbrand Russell, XI duca di Bedford |  |  |                                     |  |
| Hastings Russell, XII duca di Bedford    |   |                               |                         |  |  |       |  |  | Herbrand Russell, XI duca di Bedford |  |  |                                     |  |
|                                          |   | Mary du Caurroy Tribe         | ven. Walter Harry Tribe |  |  |       |  |  |                                      |  |  |                                     |  |
|                                          |   | Mary du Caurroy Tribe         | ven. Walter Harry Tribe |  |  |       |  |  |                                      |  |  |                                     |  |
|                                          |   | Mary du Caurroy Tribe         | Sophie Lander           |  |  |       |  |  |                                      |  |  |                                     |  |
| Ian Russell, XIII duca di Bedford        |   | Mary du Caurroy Tribe         |                         |  |  |       |  |  |                                      |  |  |                                     |  |
|                                          |   | Robert Jowitt Whitwell        | Edward Whitwell         |  |  |       |  |  |                                      |  |  |                                     |  |
|                                          |   | Robert Jowitt Whitwell        | Edward Whitwell         |  |  |       |  |  |                                      |  |  |                                     |  |
|                                          |   | Robert Jowitt Whitwell        | Mary Ann Jowitt         |  |  |       |  |  |                                      |  |  |                                     |  |
| Louisa Crommelin Roberta Jowitt Whitwell |   | Robert Jowitt Whitwell        |                         |  |  |       |  |  |                                      |  |  |                                     |  |
|                                          |   | Louisa Crommelin Brown        | Colin Brown             |  |  |       |  |  |                                      |  |  |                                     |  |
|                                          |   | Louisa Crommelin Brown        | Colin Brown             |  |  |       |  |  |                                      |  |  |                                     |  |
|                                          |   | Louisa Crommelin Brown        | Margaret Graham         |  |  |       |  |  |                                      |  |  |                                     |  |
| Robin Russell, XIV duca di Bedford       |   | Louisa Crommelin Brown        |                         |  |  |       |  |  |                                      |  |  |                                     |  |
|                                          | … | …                             |                         |  |  |       |  |  |                                      |  |  |                                     |  |
|                                          | … | …                             |                         |  |  |       |  |  |                                      |  |  |                                     |  |
|                                          | … | …                             |                         |  |  |       |  |  |                                      |  |  |                                     |  |
| Ernest John Bridgman                     | … |                               |                         |  |  |       |  |  |                                      |  |  |                                     |  |
|                                          |   | …                             | …                       |  |  |       |  |  |                                      |  |  |                                     |  |
|                                          |   | …                             | …                       |  |  |       |  |  |                                      |  |  |                                     |  |
|                                          |   | …                             | …                       |  |  |       |  |  |                                      |  |  |                                     |  |
| Clare Gwendolen Bridgman                 |   | …                             |                         |  |  |       |  |  |                                      |  |  |                                     |  |
|                                          |   | …                             | …                       |  |  |       |  |  |                                      |  |  |                                     |  |
|                                          |   | …                             | …                       |  |  |       |  |  |                                      |  |  |                                     |  |
|                                          |   | …                             | …                       |  |  |       |  |  |                                      |  |  |                                     |  |
| Jessie Roderique Weir                    |   | …                             |                         |  |  |       |  |  |                                      |  |  |                                     |  |
|                                          |   | …                             | …                       |  |  |       |  |  |                                      |  |  |                                     |  |
|                                          |   | …                             | …                       |  |  |       |  |  |                                      |  |  |                                     |  |
|                                          |   | …                             | …                       |  |  |       |  |  |                                      |  |  |                                     |  |
|                                          |   | …                             |                         |  |  |       |  |  |                                      |  |  |                                     |  |